# Café Riche (Paris)
Pour les articles homonymes, voir Café Riche.
Le Café Riche était un restaurant parisien, situé à l’angle du boulevard des Italiens, à la hauteur du no 16 et du no 1 de la rue Le Peletier.

## Historique
Le Café Riche est fondé en 1785, par madame Riche. Il est agrandi en 1865. Vers 1847, Louis Bignon, parfois appelé Bignon Aîné, rachète le restaurant qui périclite, pour la somme d'un million de francs. Il en fait un restaurant de luxe, avec des plats élaborés, des grands crus et des prix élevés.
Pendant quarante ans, les frères Goncourt y auront rendez-vous. On y voit aussi Gustave Flaubert, Eugène Scribe, Charles Baudelaire, Alexandre Dumas, Jacques Offenbach, Ferdinand de Lesseps, Gustave Doré, Guy de Maupassant, Émile Zola, Ivan Tourgueniev, Aurélien Scholl.
Le Café Riche devient ensuite la propriété des frères Verdier, qui possèdent déjà la Maison Dorée voisine.
Le Café Riche ferme en 1916 pour laisser la place à une banque. Une des dernières manifestations gastronomiques qui s’y déroule est un dîner du Club des Cent.

## Dans la fiction
- Dans le chapitre V de Bel-Ami, madame de Marelle invite Georges Duroy au Café Riche. Guy de Maupassant en donne une description détaillée : « On le fit monter au second étage, et on l’introduisit dans un petit salon de restaurant, tendu de rouge et ouvrant sur le boulevard son unique fenêtre. Une table carrée, de quatre couverts, étalait sa nappe blanche, si luisante qu’elle semblait vernie ; et les verres, l’argenterie, le réchaud brillaient gaiement sous la flamme de douze bougies portées par deux hauts candélabres. Au dehors on apercevait une grande tache d’un vert clair que faisaient les feuilles d’un arbre, éclairées par la lumière vive des cabinets particuliers[3]. »

- Dans La Muse du département, d’Honoré de Balzac, Étienne Lousteau conduit Dinah de La Baudraye, au Café Riche.
- Dans le chapitre IV de La Curée, Émile Zola décrit le Café Riche.
- Dans Messieurs les ronds-de-cuir de Georges Courteline, Lahrier préfère déjeuner et profiter du soleil sur la terrasse du Café Riche : « Le ministère pouvait attendre. »
- Dans le chapitre XXV de Samarcande, d'Amin Maalouf, le padre du narrateur fictif Benjamin O. Lesage, lors de son séjour à Paris, se rend au café Riche, où il rencontre la personne qui va changer sa vie[4].